# Монтепульчано д'Абруццо

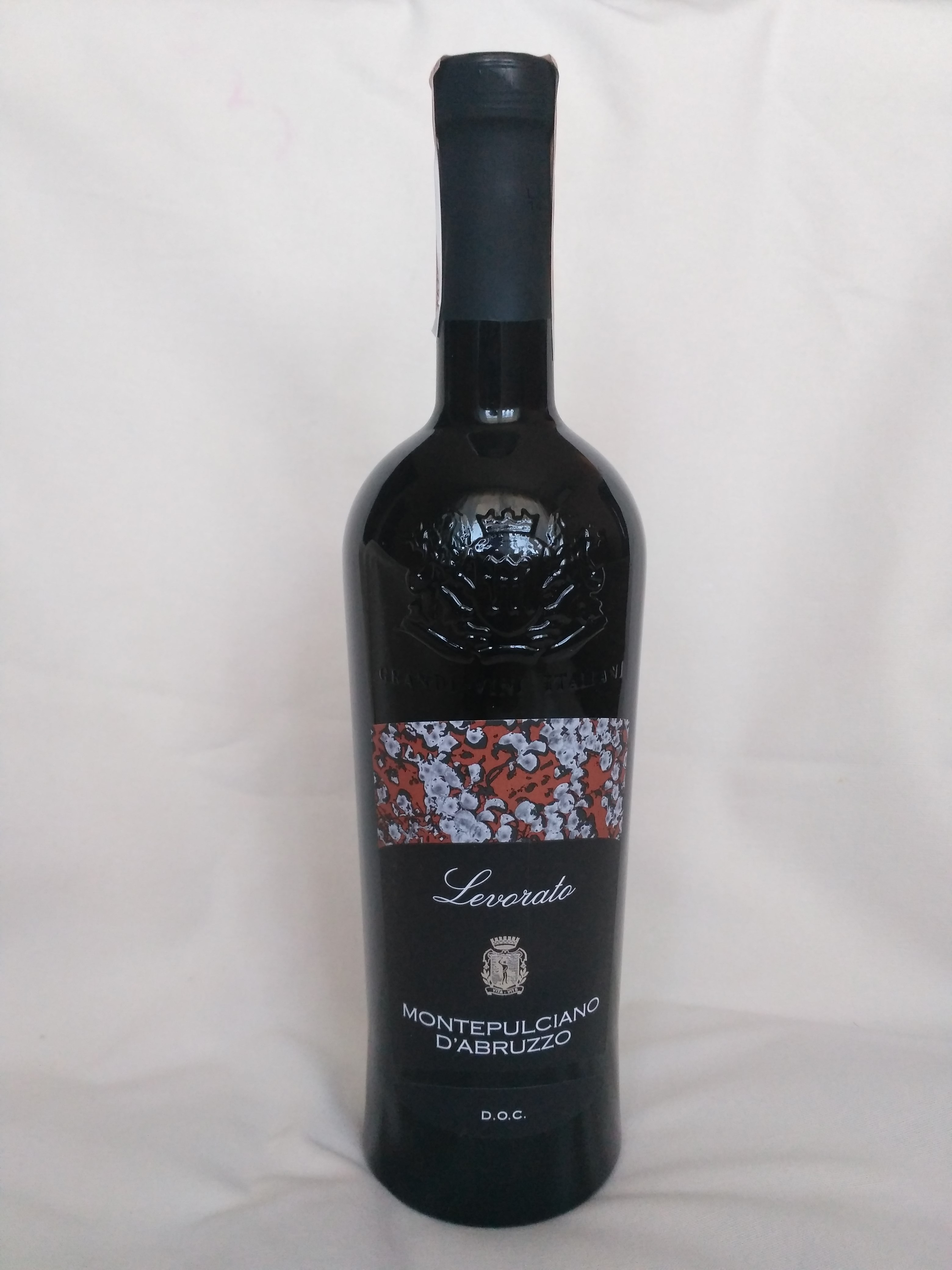
пляшка Монтепульчано д'Абруццо

Монтепульчано д'Абруццо італ. Montepulciano d'Abruzzo — червоне сухе італійське вино, що виробляється у регіоні Абруццо. Виробляється з винограду сорту Монтепульчано. Може мати дві категорії якості — Denominazione di Origine Controllata e Garantita (DOCG) (виробляють у виноробній зоні Montepulciano d'Abruzzo Colline Teramane DOCG) та Denominazione di Origine Controllata (DOC).

## Вимоги до якості вина
Виноробна зона італ. DOC Montepulciano d'Abruzzo була створена у 1968 році. Вона охоплює всі чотири провінції регіону — Кьєті, Л'Аквіла, Пескара та Терамо, але має обмеження на посадки. Виноградники повинні знаходитися на пагорбах на висоті до 500 метрів, за винятком низинних ділянок. В окремих випадках дозволені посадки на висоті до 600 метрів, якщо схили виходять до сонця. Відповідно до італійського законодавства про вино, вино повинно містити мінімум 85% винограду Монтепульчано та до 15% від Санджовезе. Врожайність не повинна перевищувати 14 тон на гектар. Вино повинно витримуватись мінімум 5 місяців до бутилювання. Крім того, всі вина Монтепульчано д'Абруццо повинні містити мінімум 12% спирту. 
Вина категорії DOCG виробляються в провінції Терамо з виноградників, висаджених в Терамо та 30 навколишніх комун. Цей регіон отримав статус DOCG у 2003 році. Вимоги до вина подібні до Монтепульчано д'Абруццо DOC, за винятком того, що частка винограду Монтепульчано повинна складати 90%, Санджовезе — не більше 10%.

## Характеристики вина
Монтепульчано д'Абруццо — вино насиченого червоно-рубінового кольору, який з віком переходить в гранатовий. Запах квітково-фруктовий з відтінками спецій. Основні аромати — шовковиця, вишня, волога земля, спеції, особливо чорний перець, тони какао і тютюну. Смак сухий, м'який, таніни середні. Вино споживається зазвичай без тривалої витримки, але деякі виробники створюють вина з гарним потенціалом для зберігання. Споживається зазвичай з м'ясними стравами.